# Piritramidă
Piritramida este un analgezic opioid sintetic utilizat în tratamentul durerilor moderate până la severe, fiind comercializat în unele țări din Europa. Căile de administrare disponibile sunt intravenoasă și orală.